# Gołąbek rumiany

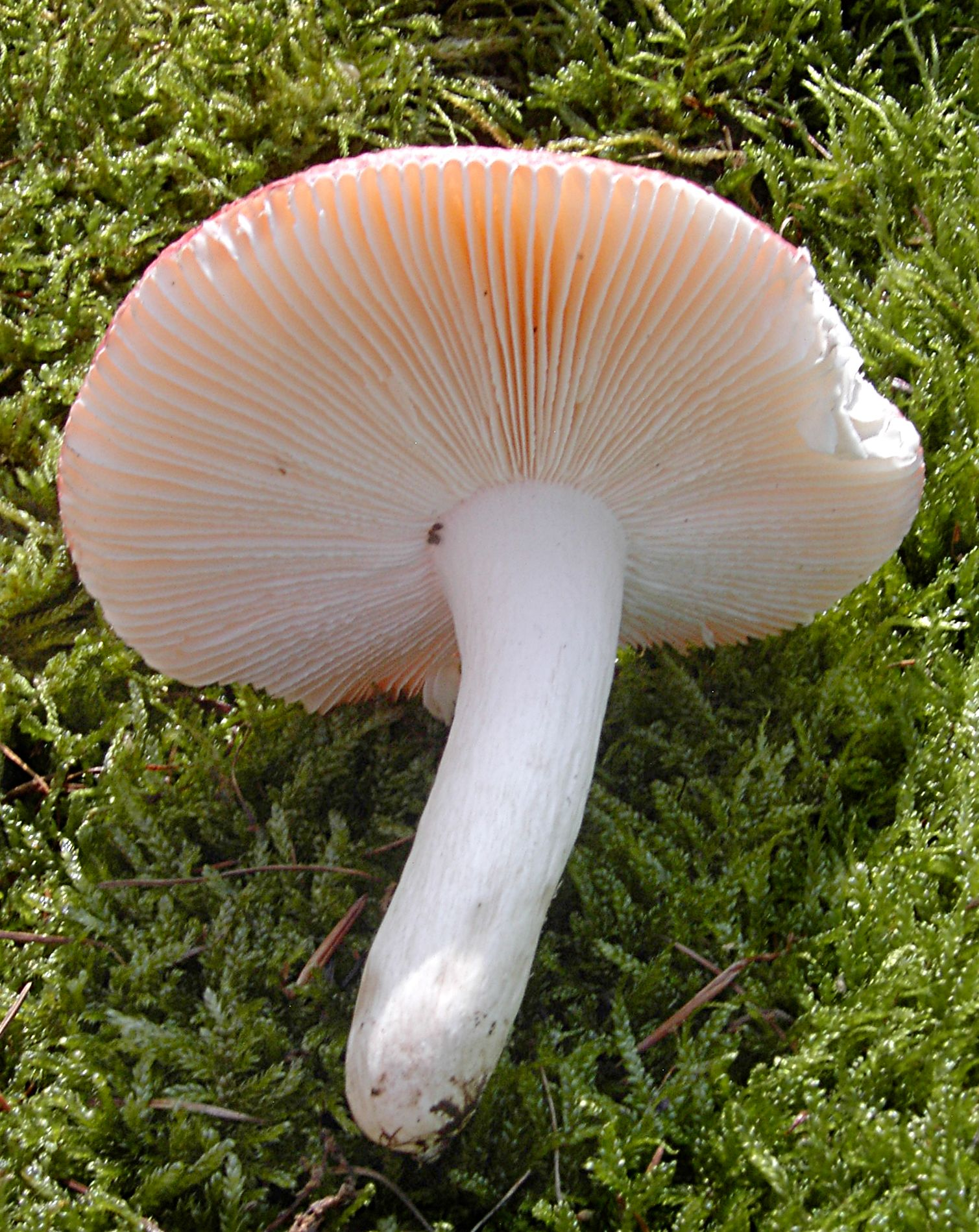

Gołąbek rumiany (Russula pseudointegra Arnould & Goris) – gatunek grzybów należący do rodziny gołąbkowatych (Russulaceae).

## Systematyka i nazewnictwo
Pozycja w klasyfikacji według Index Fungorum: Russula, Russulaceae, Russulales, Incertae sedis, Agaricomycetes, Agaricomycotina, Basidiomycota, Fungi.
Po raz pierwszy opisali go w 1907 r. Léon Arnould i A. Goris we Francji i nadana przez nich nazwa naukowa jest aktualna. Synonimy:
- Russula pseudointegra f. persicolor Reumaux 1996
- Russula pseudointegra var. fragilis J.Aug. Schmitt 2020
- Russula pseudointegra var. fragilis J.Aug. Schmitt 2022
- Russula pseudointegra var. subdecolorans Reumaux 1996

Polską nazwę podała Alina Skirgiełło w 1991 r.

## Morfologia
Kapelusz
Średnica 3–12 cm, mięsisty, zwarty, najpierw kulisty, potem wypukły, a na koniec płaski lub nawet nieco uniesiony na brzegach, czasem nieregularny. Powierzchnia gładka (wyjątkowo z wiekiem lekko prążkowana), czysto cynobroczerwona lub czerwona, ale dość szybko blaknąca i czasami matowo różowawoczerwona lub różowa z rozległymi, białawymi, kremowymi lub żółtymi obszarami, ale rzadko dość bladymi, często gdzieniegdzie ochrowymi. Skórka daje się oddzielić do 1/2 lub 2/3 promienia kapelusza, początkowo jest lepka, przynajmniej podczas wilgotnej pogody, ale wkrótce staje się sucha, często drobnoziarnista, pomarszczona, w kierunku krawędzi z drobnymi skupiskami białych nalotów, których często jednak brakuje gdzie indziej, ogólnie naga i gładka, ale niezbyt błyszcząca.
Blaszki
Średnio gęste, szerokie, często rozwidlone, a miejscami nawet zespolone, faliste, przy brzegu zaokrąglone, przy trzonie zwężone i przyrośnięte, początkowo białe lub kremowe, następnie w okresie dojrzewania powoli stają się dość jasnoochrowe. Krawędzie równe.
Trzon
Wysokość 2–7 cm, grubość 1,5–4 cm, masywny, często nieregularny lub nabrzmiały, czasem grubiejący ku dołowi, początkowo jędrny i pełny, później trochę watowaty, ale nigdy pusty. Powierzchnia czysto biała, co najwyżej na końcu trochę popielata, rzadko przy podstawie czerwono nabiegła, początkowo w całości pokryta drobnym kutnerem, potem gładka, na końcu błyszcząca i czasami mniej lub bardziej pomarszczona.
Miąższ
Twardy, biały, po przecięciu przy powierzchni staje się lekko słomiany, ale pod wpływem powietrza ostatecznie bladopopielaty. Ma charakterystyczny owocowo-mentolowy zapach. Smak gorzki, czasami trochę pikantny, ale zawsze bardzo słaby. Bardzo słabo i bardzo powoli reaguje z gwajakolem.
Wysyp zarodników
Jasnożółty.
Cechy mikroskopowe
Podstawki 40–60 × 8–12 µm. Bazydiospory 7–9 × 6,5–8 µm, szeroko elipsoidalne, pokryte brodawkami, połączonymi krótkimi łącznikami, hilum widoczne, amyloidalne. Cystydy wrzecionowate, 50–80 × 8–14 µm. Strzępki prymordialne silnie inkrustowane. W epikutisie smukłe włoski z krótkimi, rozgałęzionymi, niemal cylindrycznymi, ząbkowanymi odcinkami, rzadko zwężone na końcach, o średnicy na przykład 2–3,5 µm, z gdzieniegdzie z niekończącymi się zawiązkami strzępek o szerokości 2,7–4 µm (kołki strzępkowe).
Gatunki podobne
Bardzo podobny jest gołąbek śliczny (Russula rosea). Odróżnia się od niego białym trzonem, reakcją z sulfowaniliną, inkrustacją strzępek prymordialnych i żółtym wysypem zarodników.

## Występowanie i siedlisko
Występuje w Ameryce Północnej, Europie i Azji. Najwięcej stanowisk podano w Europie i jest tutaj szeroko rozprzestrzeniony. W Europie Zachodniej jest dość pospolity. W Polsce do 2003 r. jedyne stanowisko podała Alina Skirgiełło w 1991 r., ale w późniejszych latach podano następne. Aktualne stanowiska podaje także internetowy atlas grzybów. Znajduje się w nim na liście gatunków zagrożonych i wartych objęcia ochroną.
Naziemny grzyb mykoryzowy, występujący w lasach liściastych i mieszanych, zwłaszcza pod bukami i dębami i kasztanami, szczególnie wśród traw w miejscach błotnistych i wzdłuż mokrych ścieżek.